# حبكة

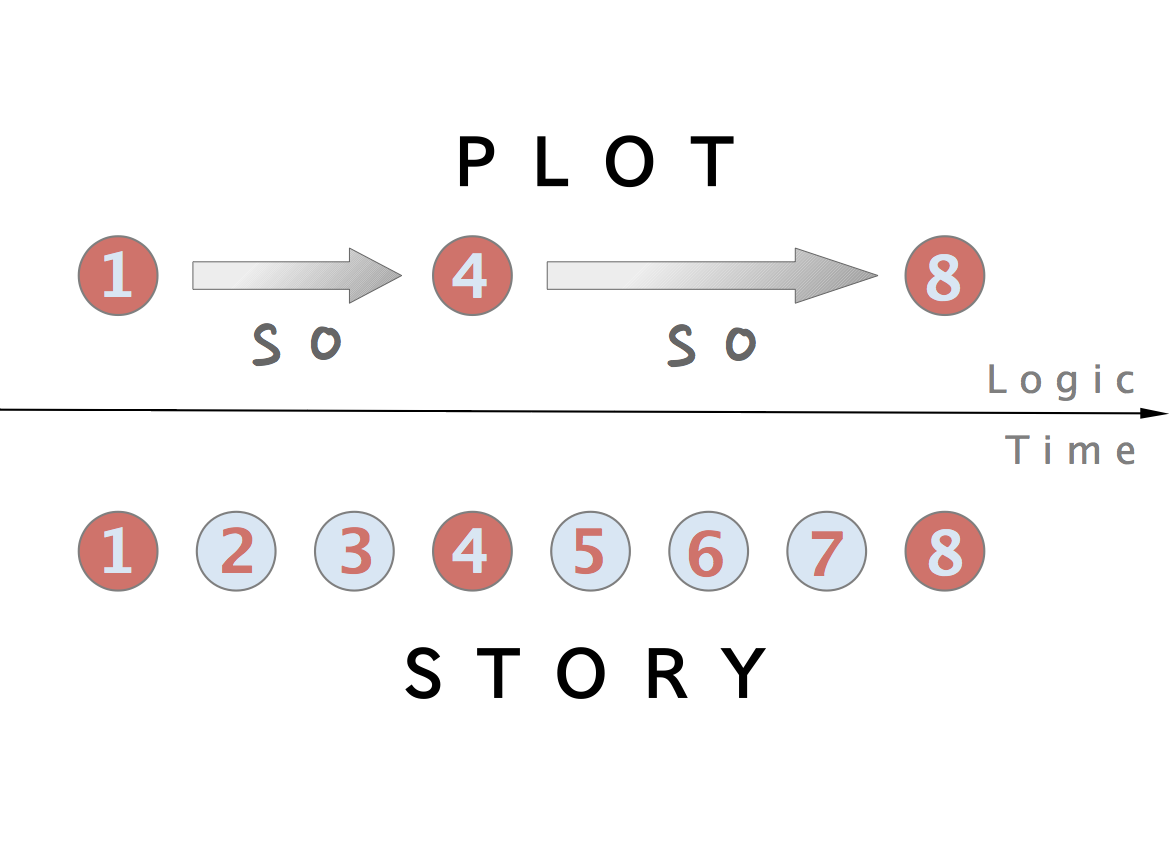

الحَبكة هي مصطلح أدبي يقصد به مجموعة من الأحداث المتتابعة والمتسلسلة وقد تكون متشابكة ومعقدة التي تتكون منها قصة أو رواية أو حتى فيلما ما، مع التأكيد على علاقة الأحداث ببعضها، وذلك من أجل توليد أثر عاطفي أو فني لدى المتابع وتساعد الحبكة على توليد صراع قوي مشوق.

## أصل الكلمة
حبكة (بفتح الحاء) من حَبك حَبكا أي الشد الوثيق، وحبك الشيء- شده شداً وثيقاً. وفي المعجم الوجيز: أي أحكمه ويقال حَبَك الأمر أحسن تدبيره والثوب ثنى طرفه وخاطه. وفي مختار الصحاح: عن ابن الأعرابي “أن كل شيء قد أحكمته وأحسنت عمله فقد (احتبكته)”.

## تعريف الحبكة
ـ الحبكة: وهي التي تعطي كاتب القصة تصوّراً عاماً عن الكيفية التي يريد من خلالها أن يقدم الحدث الذي في القصة (أو الرواية) للقرّاء كيفية تسلسل الأحداث مثل: الفلاش باك يختار الحدث الذي يريد تقديمه أو تأخيره لزوم التشويق أو الدراماتيكية. 
وتعتبر بداية الصراع هي بداية الحبكة، والحادث المبدئي هو المرحلة الأولى في الصراع (بعد المقدمات والتعريف بالشخصيات طبعاً) ونهاية الصراع هي نهاية الحبكة، وبناء الحبكة يشبه جانبي هرم متقابلين حيث تبدأ المقدمة من أحد جانبي الهرم، والحدث المبدئي هو نقطة التسلق، وتعقد الأحداث هو منتصف الطريق وصولاً إلى الأزمة في قمة الهرم وذروته وهي نقطة التحول والهبوط على الجانب المقابل، ومعالم الانفراج بين ذروة الهرم ومنتصف طريق الهبوط حيث ختام الحبكة عندما يمس الجانب المقابل من الهرم الأرض، ويبرز هذا جلياً في المسرحيات ذات الفصول الثلاثة حالياً أو ذات الفصل الواحد.

## أشكال الحبكة
إذا كنت قد قرأت رواية فولكنر ابسالوم، اباسلوم ورواية جين ريس بحر سارجاسو الواسع فربما تكون قد صدمت من أن القصص في كلتا الروايتين متشابهة بشكل بارز (يمكنك أن تتأكد من ذلك إذا رغبت بكتابتهما حسب ترتيبهما التاريخي) لكن الحبكتين مختلفتان جدا، بحيث أن التشابه في القصص لا يظهر بشكل فوري.
أيضا، إذا كنت قد قرأت رواية جوزيف كونراد نوسترومو (1904) فسوف تعرف أن فيها حبكة معقدة جدا، فالرواية كان بإمكانها أن تكون مروية بطريقة التسلسل التاريخي المستقيم والسهل للغاية. لكن لماذا رواها كونراد بطريقة كهذه معقدة وغير متسلسلة تاريخيا؟ وفي تلك الحالة، لماذا لم تشأ إيميلي برونتي أن تروي لنا مرتفعات ويذرينج بسحبة واحدة مسلسلة تسلسلا تاريخيا ملائما ــ ربما عن طريق جعل نيلي دين يقصها في اجتماع واحد مع لوكوود؟
من المفترض أن يكون الجواب على أسئلة كهذه معقدا. إن الروائي يبني الحبكة بطريقة خاصة لكي يجذب الانتباه إلى أشياء محددة ربما كانت ستغيب عن الملاحظة ولكي يحدث أثرا مختلفا على القارئ، وهكذا. إن إحدى نتائج تعقيد حبكة نوسترومو, على سبيل المثال، هي أن كونراد يقتل عمدا ما يجاهد لاجله العديد من الروائيين، أي عنصري التوتر وتوقع القارئ، إننا نعرف من بداية الرواية ما هي النتيجة النهائية التي سيصل إليها الصراع السياسي والعسكري في كوستاجونا، فلماذا يقوم كونراد بذلك؟ من المحتمل أن يكون السبب هو أنه في الوقت الذي يكون على القارئ أن يكرس أقل انتباه أو توقع عن ماذا سيحدث فإنه (القارئ) سيتمكن من تكريس الكثير الكثير لماذا وكيف يحدث.
ربما يجعلنا التوتر نقرأ بسرعة، وبعدم اهتمام، وقلقين لمعرفة ماذا يحدث. إن قراءة كهذه هي قراءة محبطة بالطريقة المبنية فيها نوسترومو بينما هي على العكس قراءة مشجعة بالطريقة المبنية فيها معظم روايات ديكنز، إن ديكنز يريد أن يثير قلقنا العاطفي ولهذا نجده يضع الألغاز ويخلق الغموض بحيث تكون قراءتها موجهة لحلها.
لو تخلى روائي ما عن التسلسل التاريخي الدقيق فيكف يمكنه أن يحافظ على تماسك الرواية ويجعل عناصرها متضافرة؟
إن السببية هي طريقة مهمة وممكنة كما أشار إلى ذلك فورستر. والمتعة لا تفارقنا طوال قراءتنا الفصول الأخيرة من رواية نوسترومو, لأننا نرى لماذا تحدث الأشياء بالطريقة التي تحدث فيها، إن الرواية السببية تظل واضحة بالنسبة لنا.
بعيدا عن السببية، يستطيع الروائي أن يقيم توازيات وتشابهات بين الشخصيات والمواقف والأحداث بحيث تكون الرواية متماسكة حتى لو كانت حبكاتها غير متسلسلة تاريخيا ولا ترتبطها علاقات سببية. وهذا كاف لدرجة معينة بحيث نعتقد بأن تجارب الجيل الثاني من الشخصيات في مرتفعات ويذرينج هي ناجمة عن حياة وأفعال الجيل الأول من الشخصيات، لكن التوازيات (مع التعدد) والتشابهات بين الشاب كاثي ولينتون هيثكليف، وهاريتون ايرنشو وآبائهم يجعلنا نشعر بأن هذا الجزء الثاني يتبع موضوعات واستقصاءات من الجزء الأول للرواية.
وعدا عن ذلك يمكن أن تكون الرواية متضافرة بشخصية عامة أو حدث عام، فالرواية الصعلوكية متضافرة بشخصية الصعلوك، مثلا. إنه شكل غير ناضج نسبيا من الوحدة، وقد بدا عموما غير كاف للعديد من الروايات التي أتت بعده.
يجب القول إنه مع الحداثة، وما بعد الحداثة قد تم إخضاع السؤال الذي يتعلق بوحدة الرواية لشك مريب وكبير. ولقد وقفت فرجينيا وولف ضد الحبكة (بمعنى الحبكة التقليدية، والمحكمة البناء، والواقعية), كواحدة من عدد من الأعراف المشوهة وذلك في مقالتها الأدب الروائي الحديث (1919) ورواية المناوق لألان روب جرييه تفتقر بالتأكيد إلى العناصر التوحيدية بالمعنى التي أوجزناها فيه. إن الإنكار الفعلي للسلبية، كمبدأ يعول عليه من قبل العديد من الروائين الحداثويين، وما بعد الحداثويين، قد أثر بصورة حتمية على الطريقة التي يبنون فيها رواياتهم.
يمكننا أن نصف حبكات الرواية بطريقتين: إما تبعا لسيطرة النشاطات الإنسانية التي تشكل المبدأ التحفيزي فيها أو النشاطات الإنسانية التي تجذب القارئ من خلالها، أو تبعا لطرق أكثر تقنية. في الصنف الأول يمكن أن نضم حبكات مبنية حول (الصراع) كما هو حال حبكة نوسترومو، وحول سر غامض كما في معظم أعمال الإنجليزي تشارلز ديكنز الروائية، المطاردة أو البحث كما في رواية القلعة لفرانس كافكا، وحول (رحلة) كما هي رحلات غوليفر لجوناثان سويفت أو أخيرا، حول (اختبار) مثل رواية جوزيف كونراد قلب الظل.
إن هذه التوصيفات هي بالطبع توصفيات مبسطة ونريد أن نقول إن جميع هذه الروايات مبنية حول قضايا أكثر تعقيدا من الموضوعات الأحادية التي أشرنا إليها، لكن مما يفيد تذكره أن رواية ما غلابا ما تكون قوية ومتماسكة بسيطرة عنصر معين مثل واحد من هذه النماذج المتاحة للحبكة، فرواية (خط الظل) هي أكثر بكثير من مجرد اختبار، لكن موضوعة الاختبار هي شكل لأساس راسخ بنموذج اسمى داخل المنطق التنظيمي للحبكة.
أما تصنيف الحبكات وفقا لطرق أكثر تقنية فسيزودنا بمصطلحات مثل (حبكة صعلوكية حديثة), (حبكة جيدة الصنع) (وهي الحبكة الواقعية التقليدية للقرن التاسع عشر), (حبكة متعددة) (ففي العديد من الروايات هناك خطان أو أكثر للحبكة، يتشابكان أحيانا), ومن المهم جدا التمكن من فصل الحبكة الرئيسية عن حبكاتها الفرعية المرافقة لها، بهدف التحليل.
إن الحبكة والقصة تقومان بأنواع مختلفة من الوظائف في مختلف الروايات، وتبعا لجونسون فان القصة في رواية ما لريتشاردسون هي قائمة فقط لاتاحة فرصة للعاطفة، في روايات أخرى يشغل كل من التوتر والترقب المتعلقان برغبتنا في معرفة (ماذا يحدث بعد) جزءا متمما لجاذبية العمل. عندما ينبهنا الراوي الخارجي في (قلب الظلام) (بصورة غير مباشرة) أننا سنسمع عن واحدة من تجارب مارلو غير المقنعة بعدها نحتاج لان نعدل توقعاتنا بشأن حبكة هذه الرواية القصيرة.
علينا ألا نتوقع حبكة جيدة الصنع مع توتر متطور إلى أقصاه من ذورة وحل نهائي يحل كل الأشياء كما في روايات ديكنز النمطية. إن الادب الروائي الحديث نمطيا ينطوي على نهايات غير قطعية، نهايات تترك القارئ ربما محتارا وغير راض، لكن محتارا وغير راض بحدود تنتج مزيدا من الأفكار، علينا ألا نرفض حبكات كهذه لمجرد أنها لا تعطينا ذلك الرضى الذي تعطينا إياه حبكة رواية مثل رواية (صديقنا المشترك) (1864 ـ 1865) إن لروايات ديكنز طرقها الخاصة لتحقيق عدم الرضى (ربما الآلية السهلة جدا في حل المشاكل، والعقاب الذي لا مناص منه للشخص الرديء ومكافأة الشخص الجيد). والتي معها ربما نصبح مدركين بشكل متزايد فأكثر لأعمال نقرأها مثل روايتي قلب الظلام والقلعة.

## الحبكة في الدراما
الحبكة في المسرح أو التلفزيون درامياً هي من أهم الأسس التي يقوم عليها موضوع المسرحية أو التمثيلية، وللحبكة بناء قائم بذاته يمكننا معرفتها من خلالهِ، وهذا البناء يعتمد أساسا على الصراع، إذ لا حبكة بدون صراع، وللصراع صور شتى، ولكي لا نذهب بعيداً فإن أبسط المسرحيات، التي تجد فيها الصراع قائماً بين الخير والشر (البطل وغريمه) وقد يقوم الصراع بين البطل والقدر، أو بين البطل وقوانين المجتمع كما في مسرحية (الصندوق الفضي The Silver box) للكاتب الإنكليزي جان جانزورزي الحائز على جائزة نوبل للآداب حيث يظهر بناء الحبكة فيها على أروع ما يكون.